# Ciego de Ávila
Ciego de Ávila è un comune di Cuba, capoluogo della provincia omonima.
Nel 2004 contava 135 736 abitanti.
Si trova nella parte centrale di Cuba, circa 400 km a est della capitale L'Avana.

## Turismo
La città si classifica come uno dei principali distretti turistici di Cuba sia per il suo centro storico sia in virtù dei suoi dintorni. Tra le attrattive degne di nota vi è l’arcipelago Jardines del Rey che annovera molteplici siti balneari di rilievo come Cayo Coco e Cayo Guillermo. Le coste dell’arcipelago possiedono una barriera corallina di 400 chilometri, considerata una delle più importanti del pianeta. Presso Cayo Guillermo si localizza Playa Pilar, una delle spiagge più conosciute al mondo. Il centro di Ciego de Ávila ospita due principali musei: il Museo Provincial Simón Reyes e il Museo de Artes Decorativas. In entrambi sono conservate le testimonianze culturali della città e in particolare il Museo Provincial Simón Reyes è considerato uno dei musei più rilevanti di tutta Cuba. Dal punto di vista artistico si può citare la Galeria de Arte Provincial che accoglie diverse opere appartenenti ad artisti come Raúl Martinez, denominato il re della pop art cubana.

## Cultura
Il 1 agosto si celebra il Giorno dell’Emancipazione della Schiavitù e a novembre ha luogo la Festa dei Bandos Rosso e Blu.